# Turbonilla pupoides
Turbonilla pupoides is een slakkensoort uit de familie van de Pyramidellidae. De wetenschappelijke naam van de soort is voor het eerst geldig gepubliceerd in 1841 door Alcide d'Orbigny.